# Kobylin (województwo warmińsko-mazurskie)
Kobylin (niem. Kobylinnen (dwór), 1938–1945 Kobilinnen) – osada w Polsce położona w województwie warmińsko-mazurskim, w powiecie ełckim, w gminie Prostki.
W latach 1975–1998 miejscowość administracyjnie należała do województwa suwalskiego.
Przez północne granice wsi przepływa Karbowianka, struga dorzecza Narwi.